# نينوميا
نينوميا  هي بلدية في اليابان، وبلدة في اليابان، تقع في ناكا (مقاطعة)، كاناغاوا، بلغ عدد سكانها 27,947  نسمة وذلك حسب إحصائيات سنة 2018، تبلغ مساحتها 9.08 كيلومتر مربع.